# Parc national Theodore Roosevelt
Le parc national Theodore Roosevelt (en anglais Theodore Roosevelt National Park) est un parc national américain situé dans l'État du Dakota du Nord, et créé en 1978.
Il est nommé d'après le président des États-Unis Theodore Roosevelt, propriétaire d'un ranch aujourd'hui préservé dans le parc. Le parc couvre une surface de 285 km² répartie en trois parties : l'unité Nord, l'unité Sud et le ranch Elkhorn, géographiquement séparés de badlands.
Le parc a accueilli 850 000 visiteurs en 2021.

## Situation
L'unité Sud du parc se trouve à côté de l'Interstate 94 près de la ville de Medora. L'unité Nord est située à environ 130 km au nord de l'unité du sud, sur la route 85, au sud de Watford City. Le ranch Elkhorn de Roosevelt se trouve entre les unités Nord et Sud, à environ 32 km à l'ouest de la route U.S. 85 et de Fairfield. La totalité du parc est contenue dans le Little Missouri National Grassland et le Petit Missouri traverse le parc. La Maah Daah Hey Trail connecte les trois zones du parc.

## Histoire
En 1884, après la mort de sa femme et de sa mère (le même jour), Roosevelt voyagea vers son ranch du Dakota du Nord pour reconstruire sa vie et se remettre de la tragédie. Les badlands étaient une catharsis pour lui et bien qu'il soit retourné à l'est plusieurs fois, pendant plus de deux ans il s'adonna à l'élevage dans le secteur et a publié des articles relatant ses expériences dans des journaux et magazines de la côte Est. Une fois retourné à l'est et dans la vie politique, son ancienne vie de cow-boy et de propriétaire d'un ranch influença sa politique en tant que président.

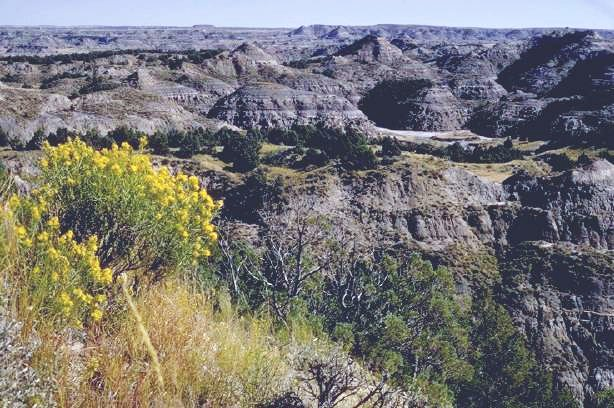
Badlands au Parc national Theodore Roosevelt

## Faune
Dans les années 1880, les bisons étaient en voie de disparition dans les Badlands. De nos jours, plusieurs centaines de bisons, 600 environ, prospèrent dans le Parc national Theodore Roosevelt. Ils fournissent même des géniteurs grâce auxquels on a pu constituer, ailleurs, d'autres troupeaux. Les mouflons ont été aussi réintroduits dans le parc. On peut également voir des élans, des pumas, des wapitis, des chiens de prairie, des coyotes, des mustangs sauvages, des cerfs de Virginie, des antilopes d'Amérique et des crotales. Au moins 186 espèces d'oiseaux peuvent être observées, dont l'aigle royal, le tétras et les dindes sauvages.

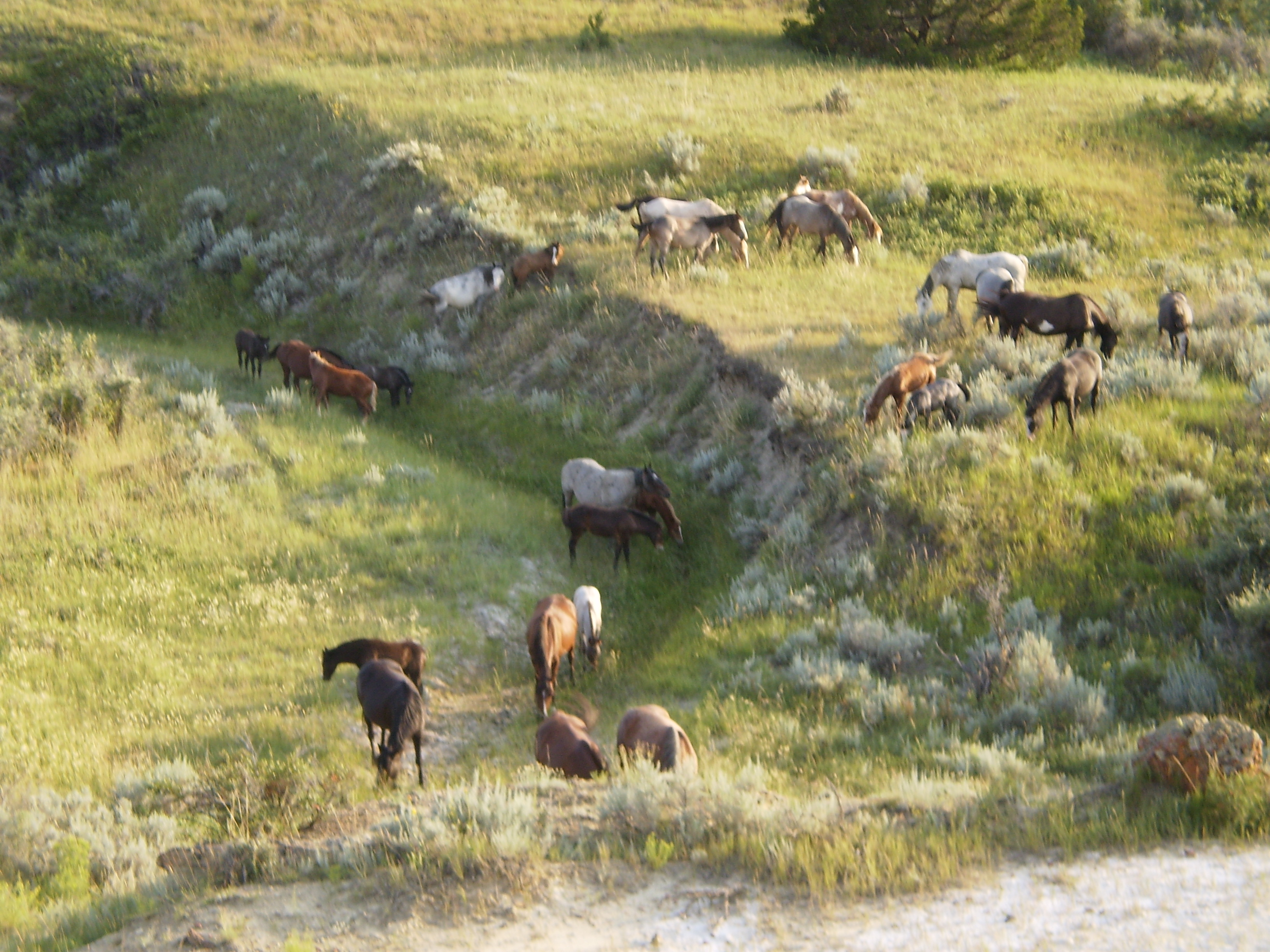
Chevaux sauvages
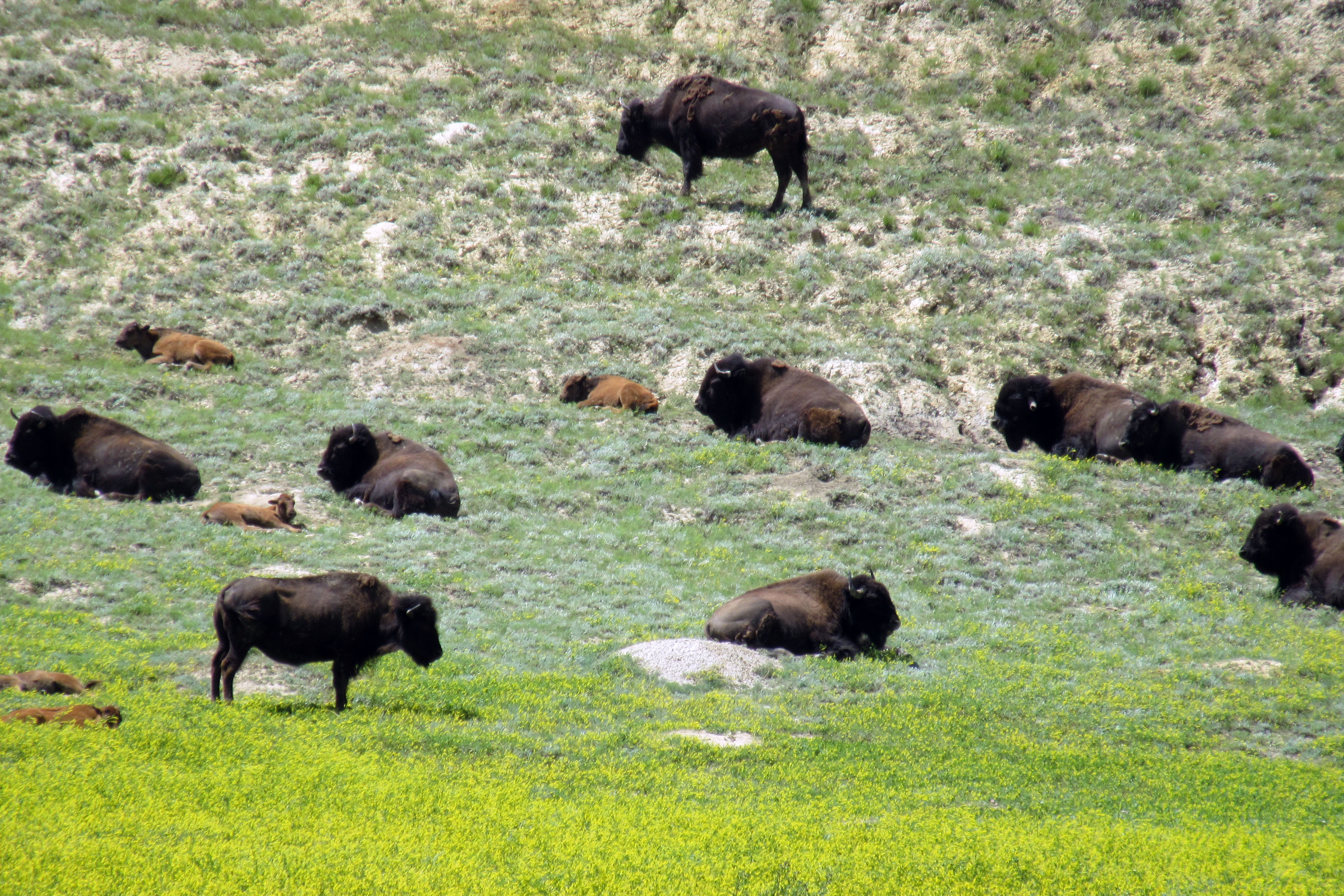
Bisons
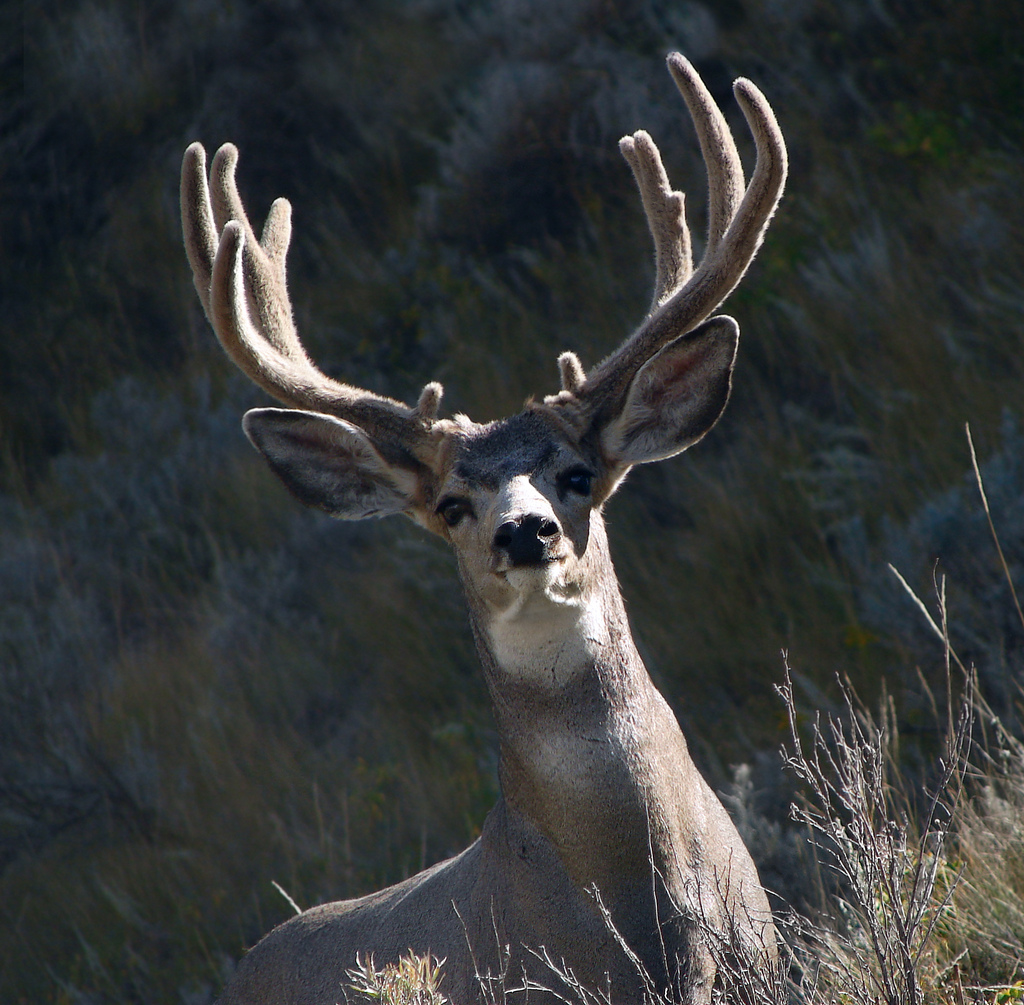
Cerf
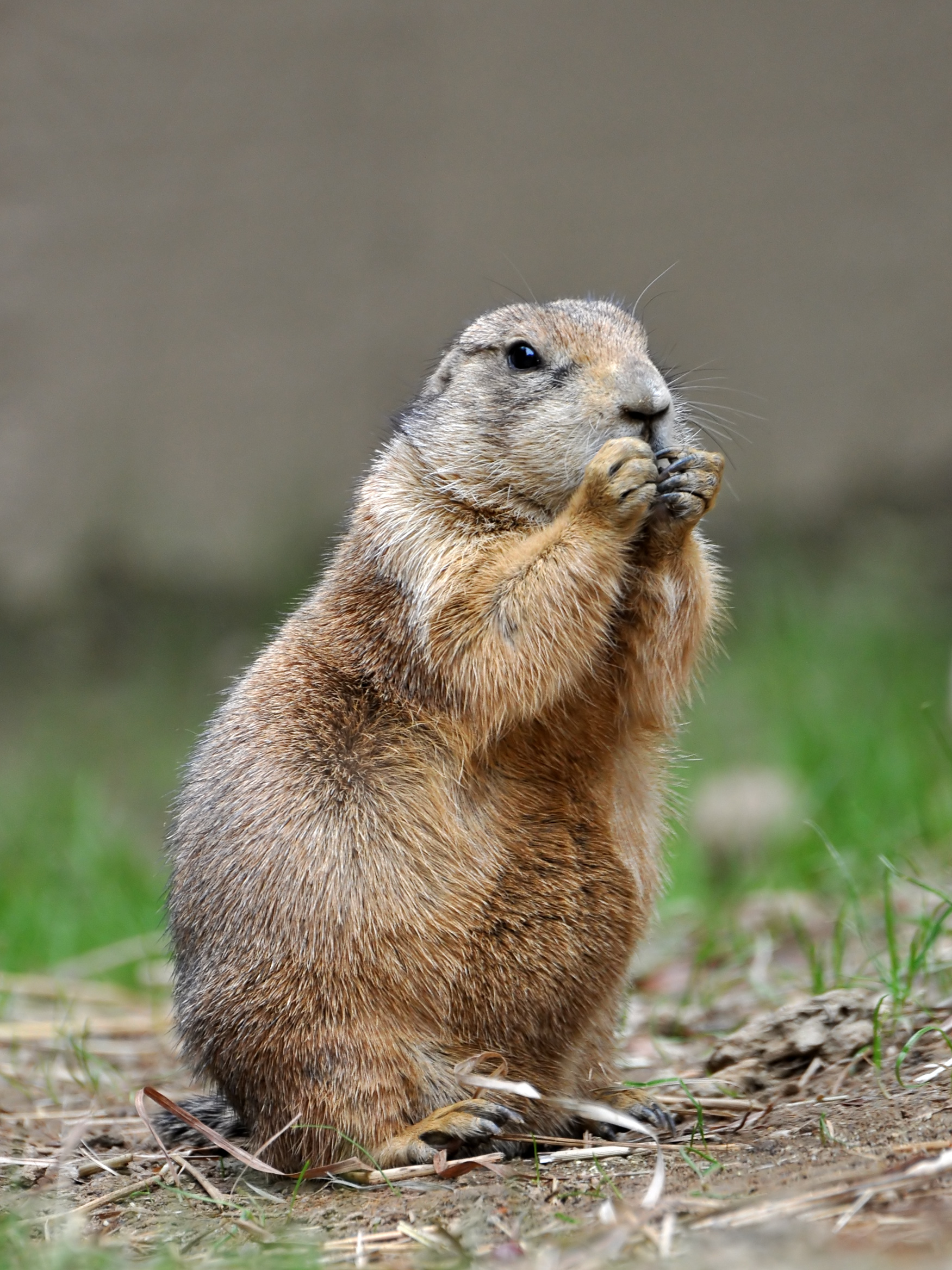
Chien de prairie

## Relief
Dans le sud-est du parc, les eaux du Petit Missouri, les pluies torrentielles de l'été, la fonte des neiges au printemps et le vent souvent très violent ont sculpté des canyons, collines et dômes dans l'argile ocre et les grès rouges, roses et gris. Peu sensibles à la beauté du paysage, les trappeurs qui découvrirent la région la baptisèrent Badlands, « Mauvaises Terres » en français.

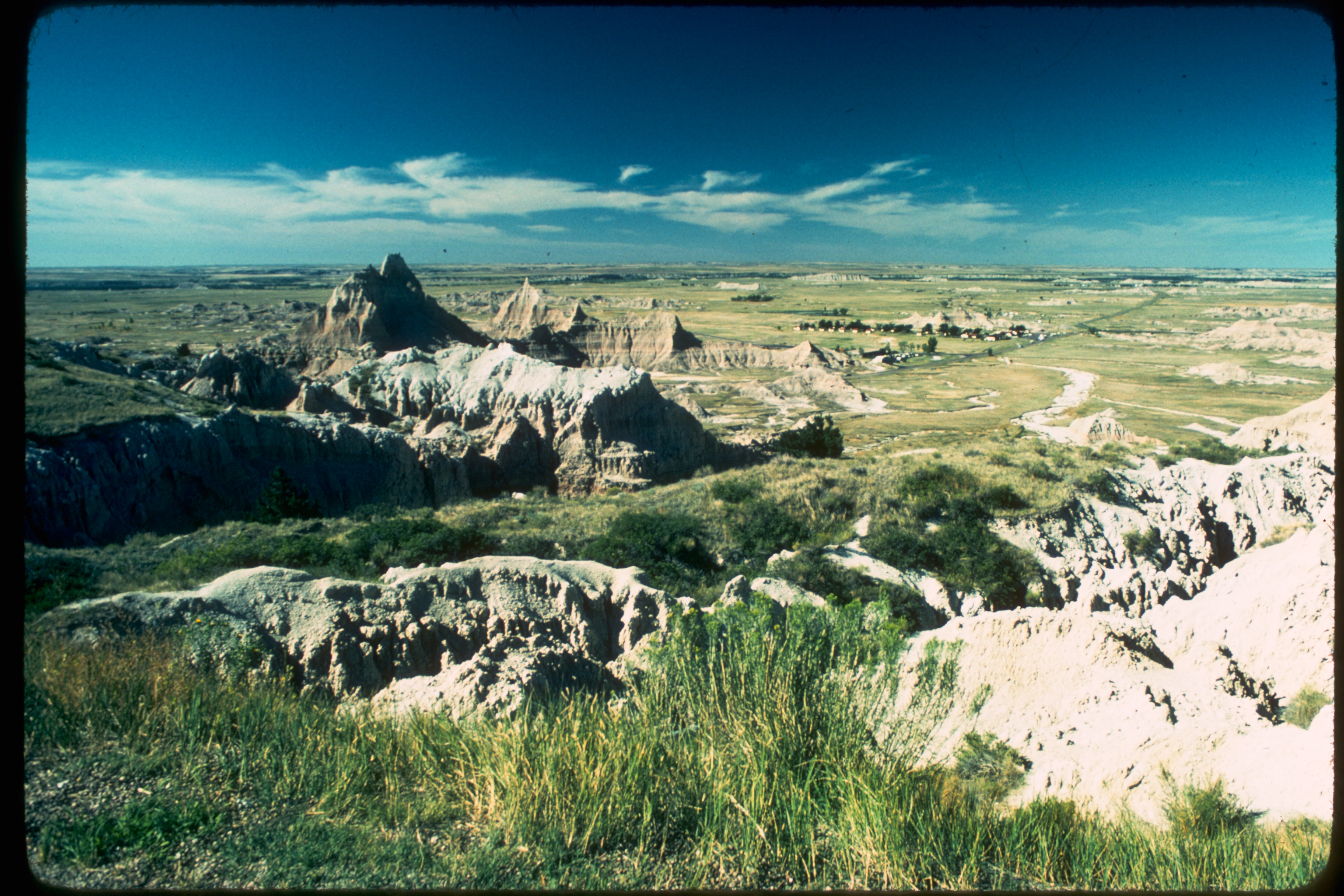
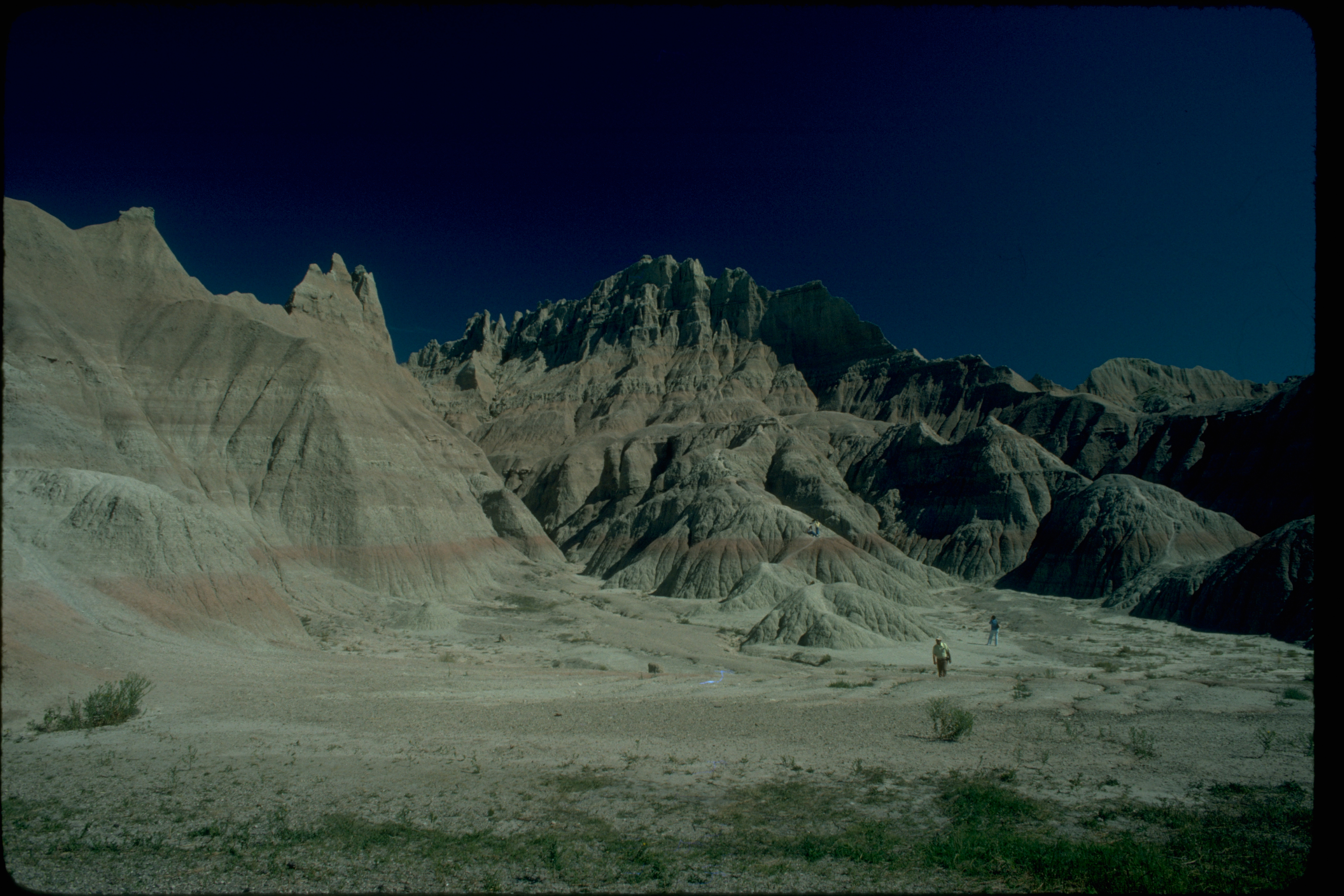
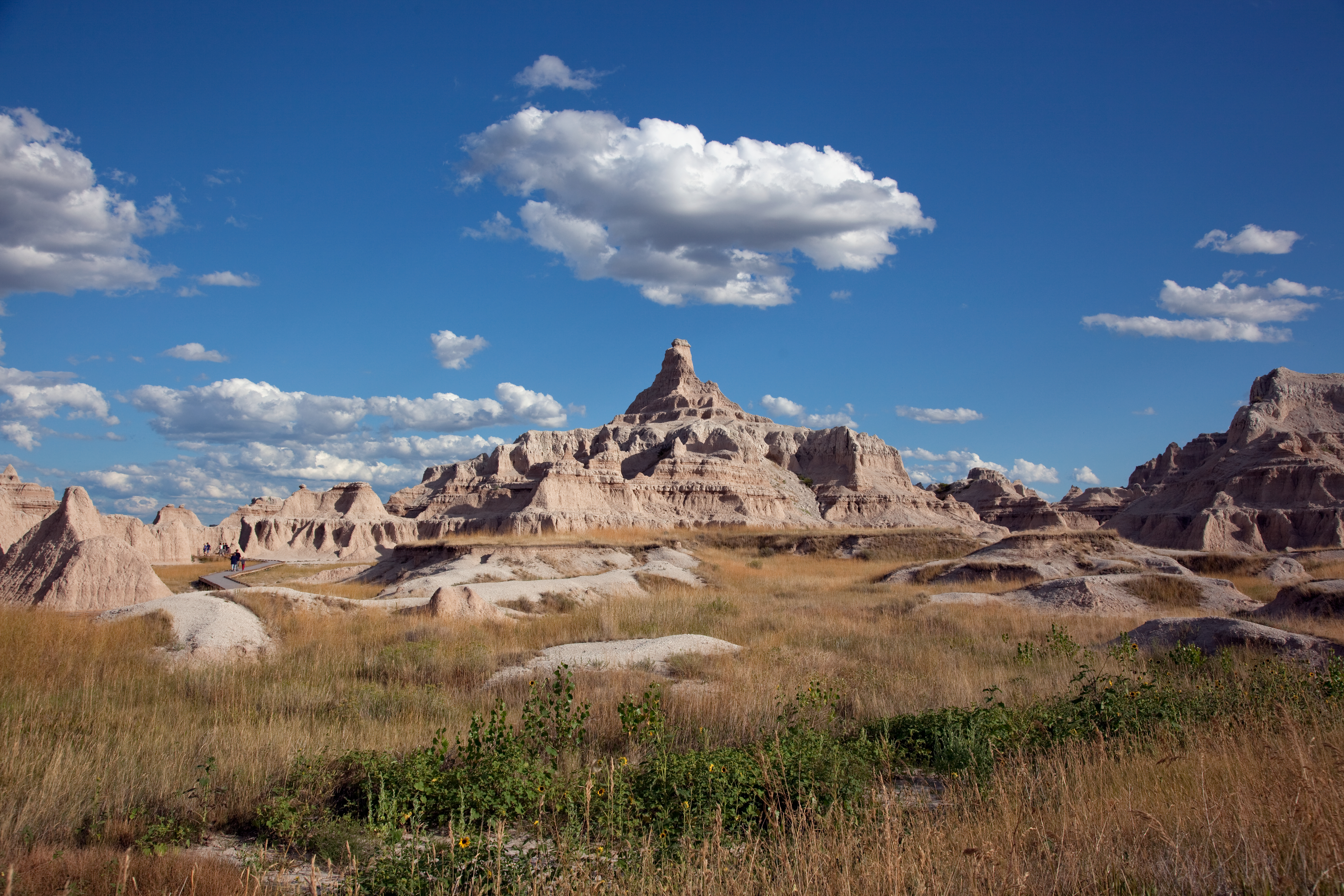
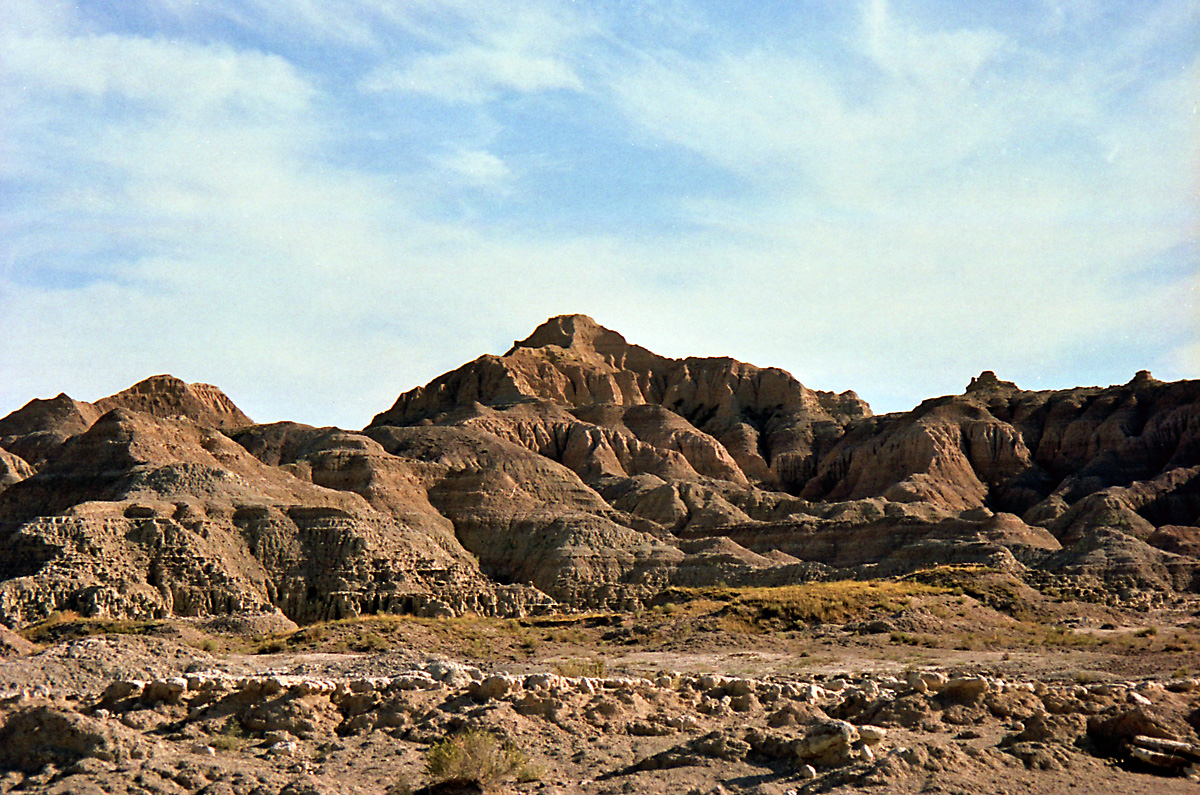
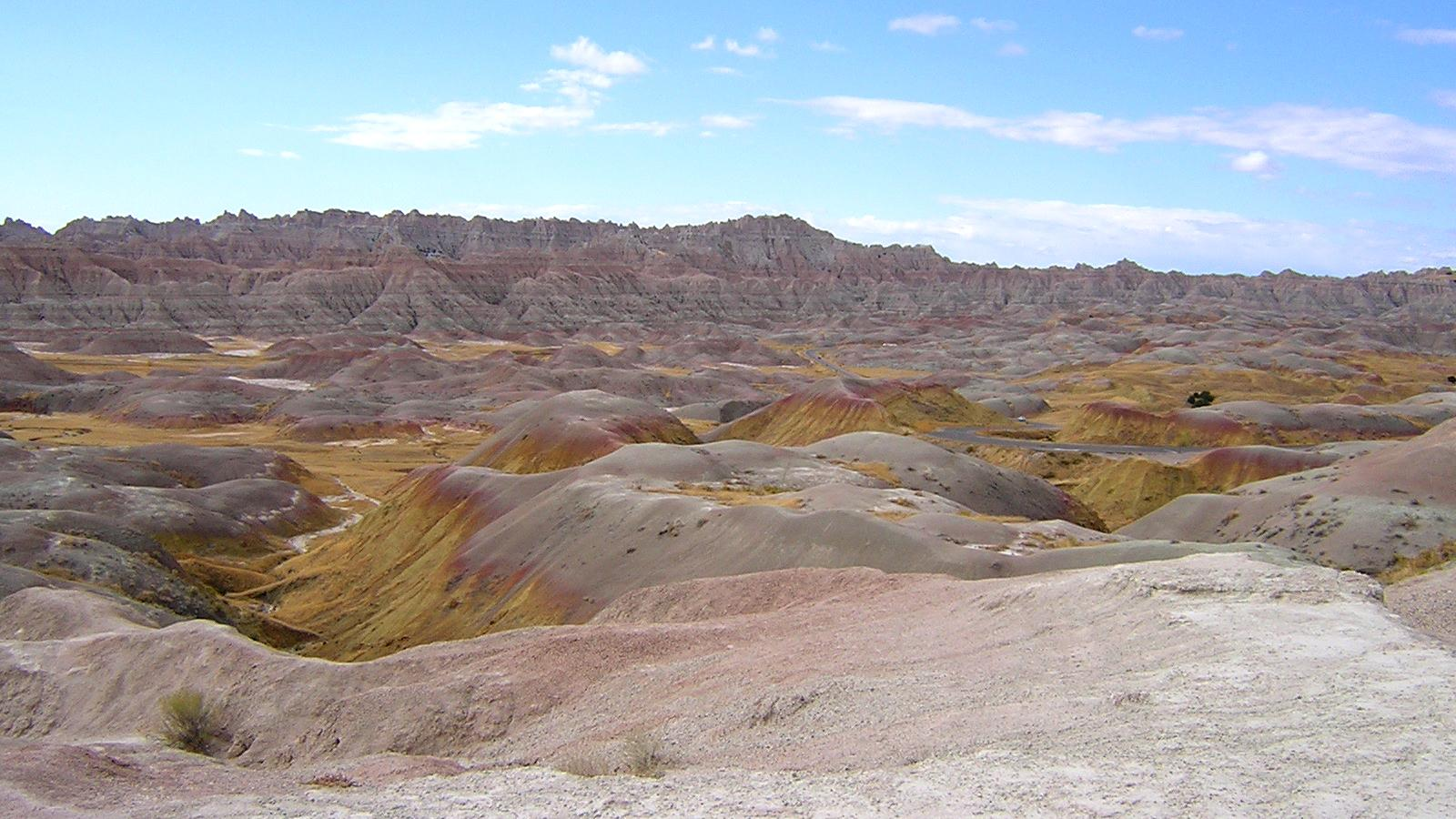
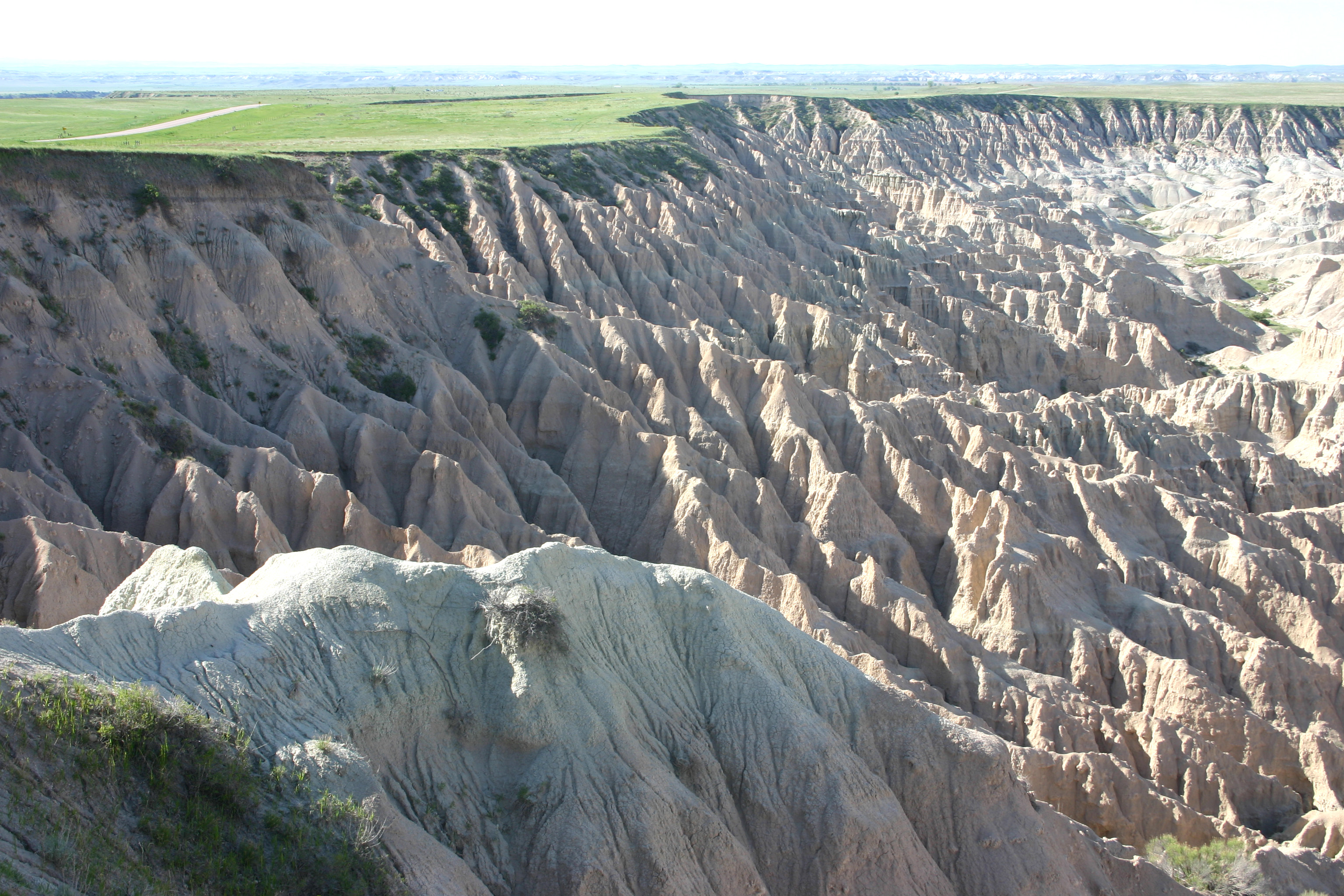

## Climat
La région connaît un climat rigoureux : les températures peuvent dépasser les 35 °C en été tandis qu'en hiver, elles rester en dessous de -30 °C pendant de longues périodes.